# Bellegarde-sur-Valserine
Bellegarde-sur-Valserine korábbi község (település)  Franciaországban, Ain megyében. 2019. január 1-jén Châtillon-en-Michaille és Lancrans községgel egyesült és Valserhône új község része lett.
Lakosainak száma 11 450 fő (2018. január 1.). Bellegarde-sur-Valserine Billiat, Châtillon-en-Michaille, Collonges, Lancrans, Léaz, Villes, Éloise, Saint-Germain-sur-Rhône, Arlod és Coupy községekkel határos.

## Népesség
A település népessége az elmúlt években az alábbi módon változott:
| Lakosok száma | 11 644 | 11 809 | 11 965 | 11 675 | 11 450 |
|               | 2013   | 2015   | 2016   | 2017   | 2018   |

## Itt született személyek
| Név              | Születési idő | Foglalkozás  | Kép |
| ---------------- | ------------- | ------------ | --- |
| Bernard Magnin   | 1943-01-29    | kosárlabdázó |     |
| Jacques Dessemme | 1925-09-16    | kosárlabdázó |     |
| Robert Barrier   | 1907-12-21    | politikus    |     |